# Tommy Boyce
Tommy Boyce (bürgerlich: Sidney Thomas Boyce; * 29. September 1939 in Charlottesville, Virginia; † 23. November 1994 in Nashville, Tennessee) war ein US-amerikanischer Pop-Musik-Autor.

## Die Anfänge
Im Oktober 1959 verfasste Boyce zusammen mit John Marascalco für Fats Domino den Song Be my Guest, der einen 8. Platz erreichte. Seine nächsten bedeutenden Kompositionen erschienen erst im Juni 1961 für Curtis Lees Hits Pretty Little Angel Eyes und Under the Moon of Love (Oktober 1961), letzteres übrigens sehr erfolgreich von Showaddywaddy gecovert (im November 1976 Nr. 1 in England). Während dieser Zeit nahm Tommy Boyce auch selbst Songs auf, sein größter Hit war das selbstverfasste I'll Remember Carol vom Oktober 1962, das Platz 80 der Billboardcharts erreichte. Für den einstigen Twist-König Chubby Checker entstand im Juni 1964 Lazy Elsie Mollie, das Checkers musikalischen Niedergang nicht verhindern konnte. Zusammen mit Wes Farrell komponierte Boyce im September 1964 für Jay & the Americans den Song Come a Little Bit Closer, das ihn mit einer Nr. 3 tatsächlich näher an die Chart-Spitze brachte.
Bobby Hart indes schrieb im Februar 1965 für Little Anthony & the Imperials den Top-10-Song Hurt so Bad, bevor die erste messbare Kooperation von Boyce mit Bobby Hart im Februar 1965 für die Ikettes mit Peaches ’n’ Cream entstand, der hauptamtlichen Begleitgruppe von Ike & Tina Turner. Der Rock ’n’ Roller Freddie Cannon versuchte im August 1965 vergeblich, mit Action seine Karriere wieder in Schwung zu bringen, doch es sollte seine vorletzte Single werden. Paul Revere & the Raiders übernahmen für ihre LP Midnight Ride im Juni 1966 den Song I’m Not your Stepping Stone, der später noch an Bedeutung gewinnen sollte. Die Häufigkeit der Kompositionen war im Vergleich zu anderen Autoren noch recht überschaubar, und die Erfolge hielten sich im Rahmen.

## Don Kirshner ruft
Das änderte sich, als der Musikverleger Don Kirshner auf Boyce/Hart aufmerksam wurde und sie Anfang 1966 für ein TV-Projekt neben anderen Autoren anheuerte. Es handelte sich um die wöchentliche NBC-Sitcom-Serie „The Monkees“, für die eine gleichnamige Band im Star-Magazin „Variety“ gesucht wurde, die mit Songmaterial auszustatten war. Band und Songs sollten in dieser Serie präsentiert werden. Nach einem Casting von 400 Bewerbern blieben 4 – allerdings mit bescheidenem musikalischen Talent ausgestattete – Jungs übrig. Boyce/Hart schrieben mit Last Train to Clarksville im August 1966 für die Monkees die erste Single, die gleich zu einer Nr. 1 wurde mit einem Umsatz von 1,9 Mill. Platten. Allerdings wurden die Monkees bei der Produktion kräftig unterstützt: Boyce/Hart sangen mit, begleitet von Session-Musikern. Mit der TV-Serie als Vehikel schien es zu gelingen, die Monkees als Konkurrenz zu den Beatles aufzubauen. Die nächste Single der Monkees erreichte mit einem weiteren Verkaufsrekord die Nr. 1: Die A-Seite I'm a Believer war zwar von Neil Diamond komponiert, aber die Boyce/Hart-Komposition I'm not Your Stepping Stone konnte als B-Seite am Umsatz von mehr als einer Million Vorbestellungen partizipieren. Das Team schrieb dann noch den Single-Hit Valleri im Februar 1968. Insgesamt waren Boyce/Hart für rund 80 Prozent der Monkees-Songs, meist auf Langspielplatten versteckt, verantwortlich. Außer dem Soundtrack „Head“ enthielt jede Monkees-LP einige Songs von Boyce/Hart. Insgesamt entstanden so für die Retorten-Band 30 Songs.

## Die Zeit nach den Monkees
Die britischen Herman’s Hermits coverten das 1966 als Filmmusik komponierte If you're thinking what I'm thinking im April 1967, bevor sich dann Boyce/Hart auf ihre eigene Karriere als Interpreten konzentrierten. Größter Erfolg war ihre Eigenkomposition I wonder what she's doing tonight im Dezember 1967 aus dem Dean-Martin-Film „The Ambushers“, die Platz 8 der Charts erreichte. Es folgten noch Goodbye baby (April 1968) und Alice long (Juli 1968). Später produzierte und komponierte Boyce noch für Künstler wie Iggy Pop (LP „Party“, 1998), Meat Loaf oder Del Shannon.
Insgesamt haben Boyce/Hart mit ihren Fremdkompositionen über 85 Mill. Platten verkauft. Zwischen Juni 1964 und Juni 1968 hatte Boyce BMI zufolge 209 Songs komponiert, die 42 Mill. mal umgesetzt worden sind.

## Werk
- Tommy Boyce: How to Write a Hit Song …and Sell it. Wilshire Book Company, Hollywood 1974, ISBN 0-87980-291-X (amerikanisches Englisch).